# Bathyplotes tizardi
Bathyplotes tizardi е вид морска краставица от семейство Synallactidae.

## Разпространение и местообитание
Видът е разпространен в Белгия, Великобритания, Германия, Дания, Испания, Мароко, Нидерландия, Норвегия, Португалия, Сенегал, Франция, Швеция и Япония.
Среща се на дълбочина от 990 до 1184 m, при температура на водата от 6,2 до 7,8 °C и соленост 35,1 – 35,3 ‰.